# Црква Светог Пророка Илије у Градцу
Црква Светог Пророка Илије у Градцу је храм Српске православне цркве који припада Епархији захумско-херцеговачкој и приморској. Налази се у Градцу, Љубиње, Република Српска, Босна и Херцеговина. Према народном предању, Црква у Градцу је саграђена у време Немањића у 13. веку. То је најстарија црква у овом крају коју зову Матица црква и до данас је добро очувана.

## Изглед цркве
Дужина цркве је 5 м, ширина 4 м и висина 3,50 м. Црква је једнобродна озидана клесаним каменом и прекривене каменим почама са звоником на преслицу и једним звоном. Обнављана је више пута, а 1910. насута је за једну степеницу и постављен је под тако да је измењен њен првобитни изглед. Довратници на улазним вратима су из једног дела. Изнад врата постоје три камена натписа, као и један са леве стране израђен крст испод ког се налази натпис у коме се помиње Градац и Црква. Из једног натписа на врху може се прочитати име Књаз Лазар.

Изнад врата на плочи пише: 
„Ови звоник на Храму Пророка Илије подиже се 25.3.1890. год“.
 У цркви нема фресака.